# Station Gorinchem
Station Gorinchem is een Nederlands treinstation in de Zuid-Hollandse stad Gorinchem, vlak bij het stadscentrum. Het station ligt aan de MerwedeLingelijn tussen Geldermalsen en Dordrecht, die een onderdeel is van de Betuwelijn tussen Elst en Dordrecht.

## Stationsgebouw
Het station is in 1883 geopend, tegelijkertijd met de opening van de Betuwelijn. Anderhalf jaar lang was Gorinchem het westelijke eindpunt van deze spoorlijn, totdat het resterende deel in 1885 werd geopend.
Het oorspronkelijke stationsontwerp wordt ook wel Standaardtype Sneek genoemd en werd in de jaren 80 van de 19e eeuw gebruikt voor vijf Nederlandse spoorwegstations. Van deze gebouwen zijn er momenteel nog drie aanwezig. Het stationsgebouw uit 1883 was van hetzelfde type als in Tiel (eveneens aan de Betuwelijn gelegen). De andere stations van dit type staan in Delfzijl en Sneek. Dat van Appingedam is evenals dat van Gorinchem gesloopt.
In 1971 kwam de nieuwbouw van station Gorinchem gereed. Het had een tunneltje naar het middenperron, dat tevens een verbinding vormt tussen de Haarwijk en de historische binnenstad. Het oude station, dat zoals zovele oude stationsgebouwen slecht onderhouden was, kon worden gesloopt. Eénlaagse, zakelijk vormgegeven gebouwen konden dezelfde functie onderhouden, met meestal minder ruimtegebruik. Het station is verwant aan het gebouw in Emmen, met eenzelfde vouwdak. Architect was Cees Douma.
Eind 2007 heeft vervoerder Arriva een zogenaamde "Arriva Store" geopend op de plek van het oude NS-loket. Reizigers kunnen hier terecht voor vervoersbewijzen en abonnementen. Daarnaast is de voormalige restauratie 'Het Station' omgebouwd naar 'Café T Espresso'. De fietsenstalling en de hele stationsomgeving worden permanent bewaakt met videocamera's.
In 2022 kwam er een nieuwe reizigerstunnel, zij-perron, lift en hellingbaan en kan het station optimaal gebruikt worden door alle reizigers. Op vrijdag 4 februari stelden gedeputeerde Frederik Zevenbergen, wethouder Joost van der Geest en ProRail-regiodirecteur Helga Cuijpers het sterk vernieuwde station in gebruik.

## Treinen
Op 10 december 2006 nam vervoerder Arriva de exploitatie van het traject tussen Dordrecht en Geldermalsen over van NS en rijdt ze ieder half uur een trein over het complete traject. Vanaf van 14 september 2008 zette Arriva hier Spurt-treinstellen in, na eerst Mat '64 treinstellen van NS gehuurd te hebben. In september 2011 is er bovendien een kwartierdienst ontstaan tussen Dordrecht en Gorinchem door op dit traject extra pendeltreinen te laten rijden. Op 9 december 2018 nam Qbuzz de exploitatie van Arriva over. De treinen rijden sindsdien onder de noemer R-net. 
Het station wordt in de dienstregeling 2025 door de volgende treinseries bediend:
| Serie | Treinsoort        | Route                                | Bijzonderheden                                                           |
| ----- | ----------------- | ------------------------------------ | ------------------------------------------------------------------------ |
| 7100  | Stoptrein (Qbuzz) | Dordrecht – Gorinchem                | Rijdt onder de formule van R-net. Stopt niet in Hardinxveld Blauwe Zoom. |
| 7200  | Stoptrein (Qbuzz) | Dordrecht – Gorinchem – Geldermalsen | Rijdt onder de formule van R-net.                                        |

## Toekomst
Indien de plannen voor de spoorlijn Utrecht - Breda verwezenlijkt worden zal die lijn nabij Gorinchem de Betuwelijn kruisen. Mogelijk wordt er dan een overstapmogelijkheid gerealiseerd, zodat reizigers vanuit Gorinchem rechtstreeks naar de stations Breda en Utrecht Centraal kunnen reizen. Dit plan werd in 2014 in de ijskast gezet.

## Afbeeldingen

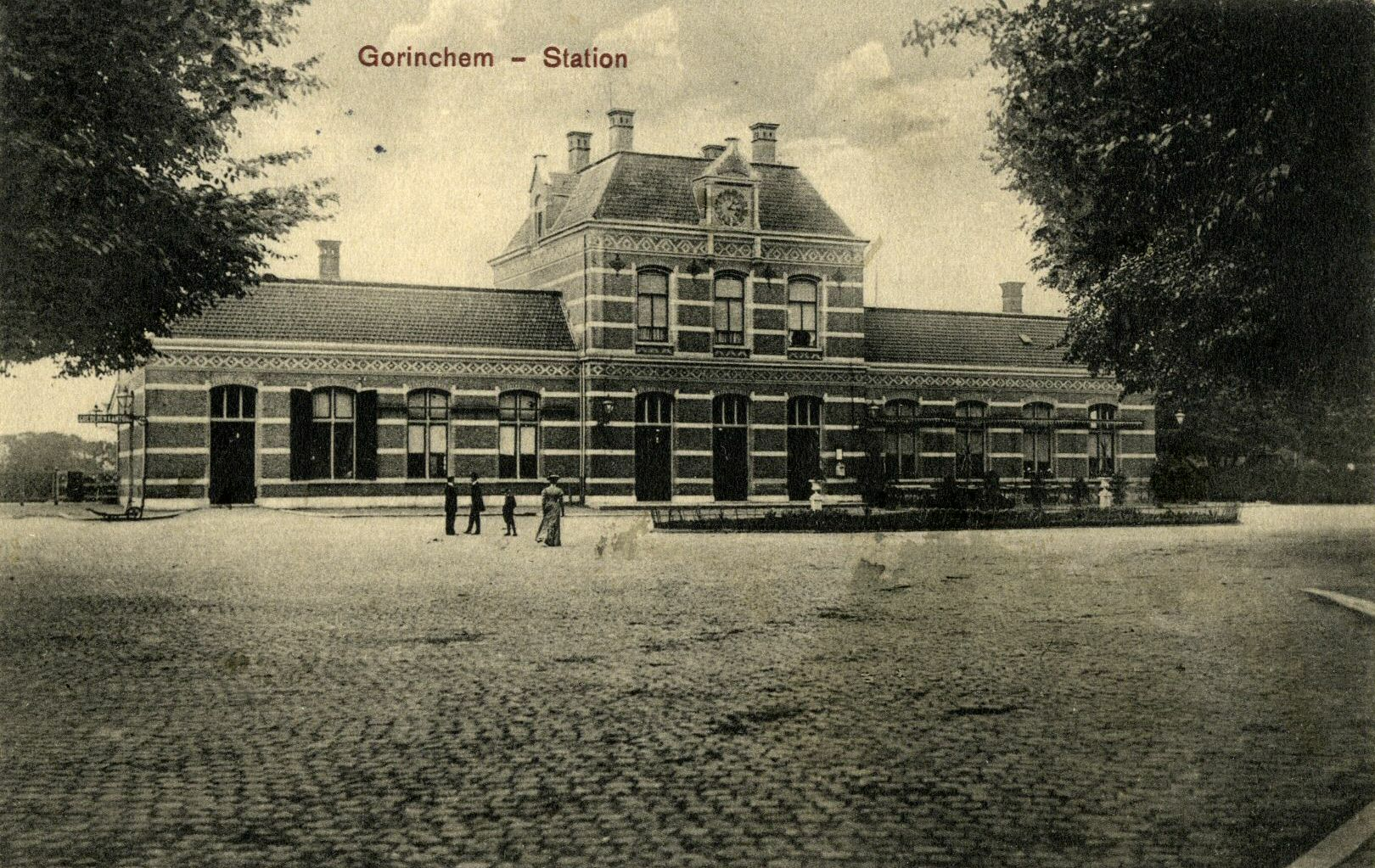
Station in 1910
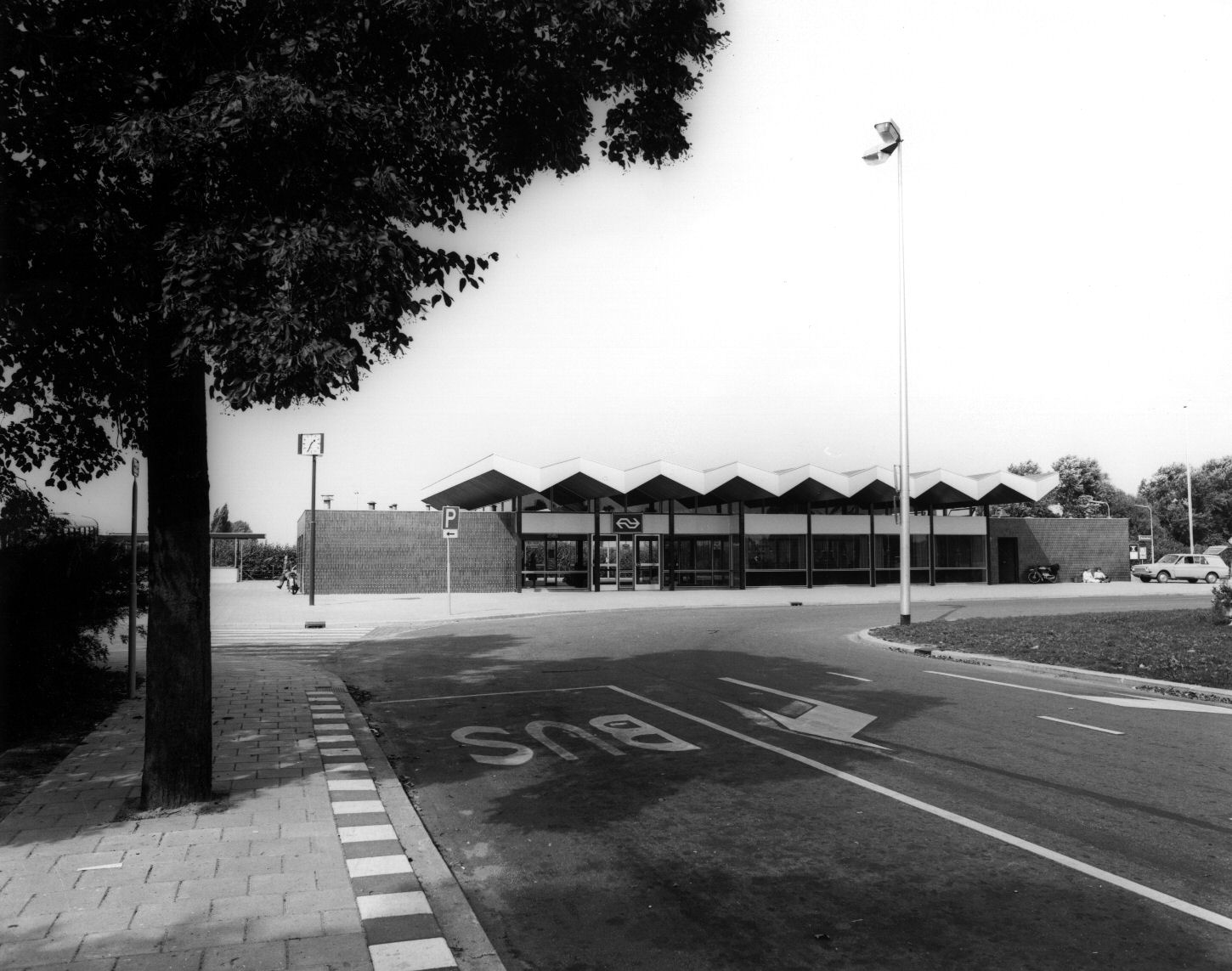
Station in 1971
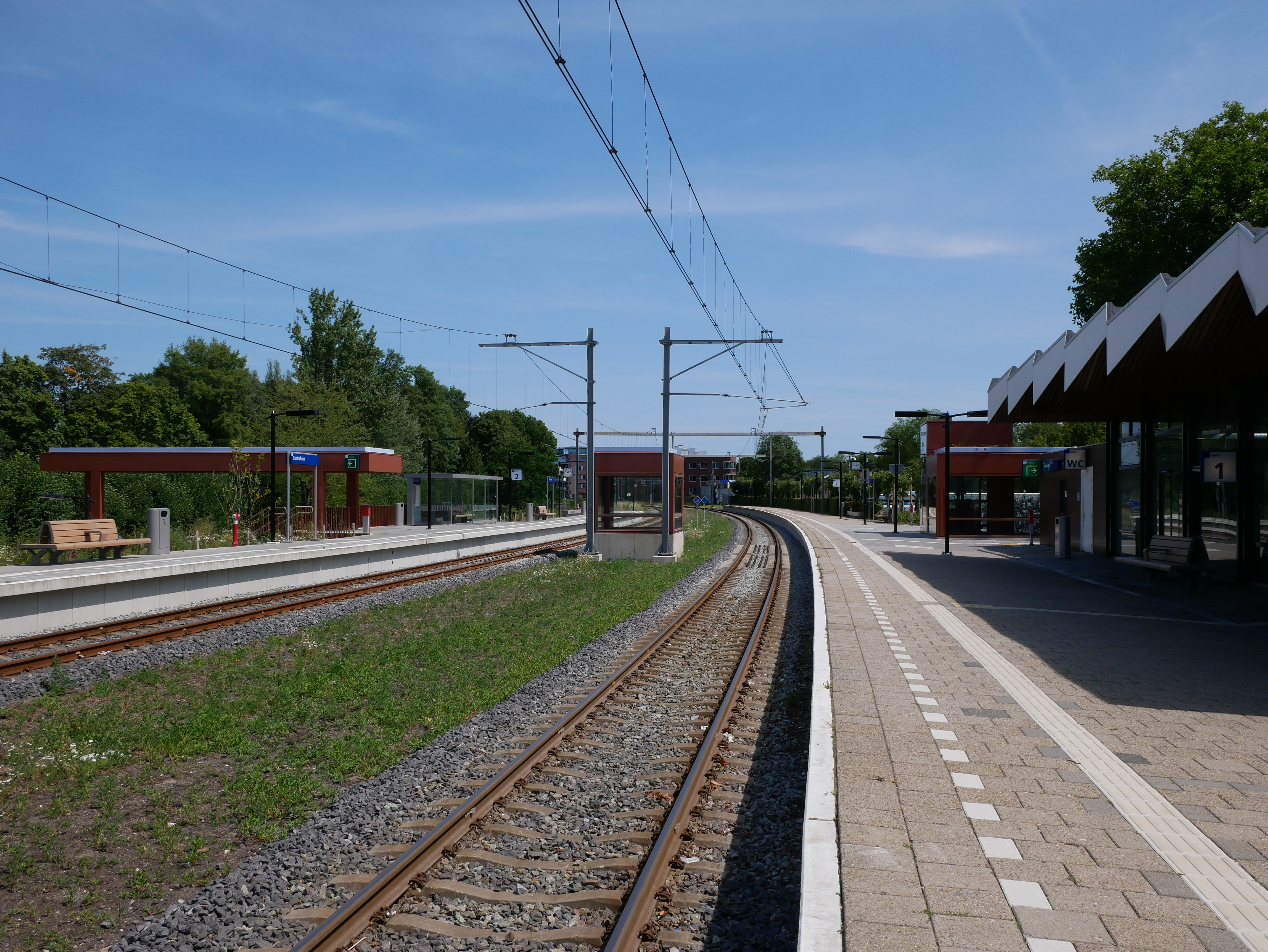
Perrons
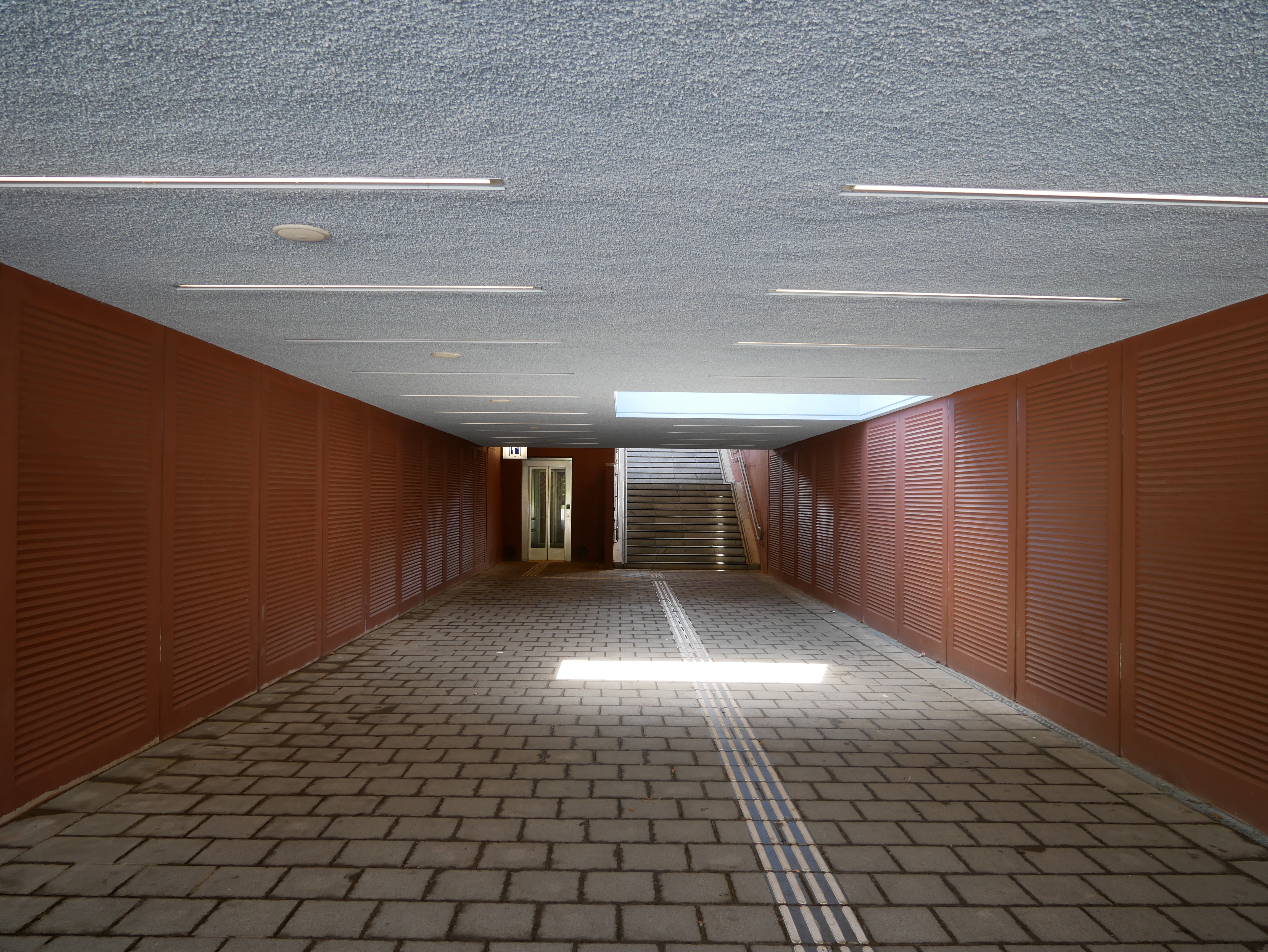
Tunnel onder de sporen
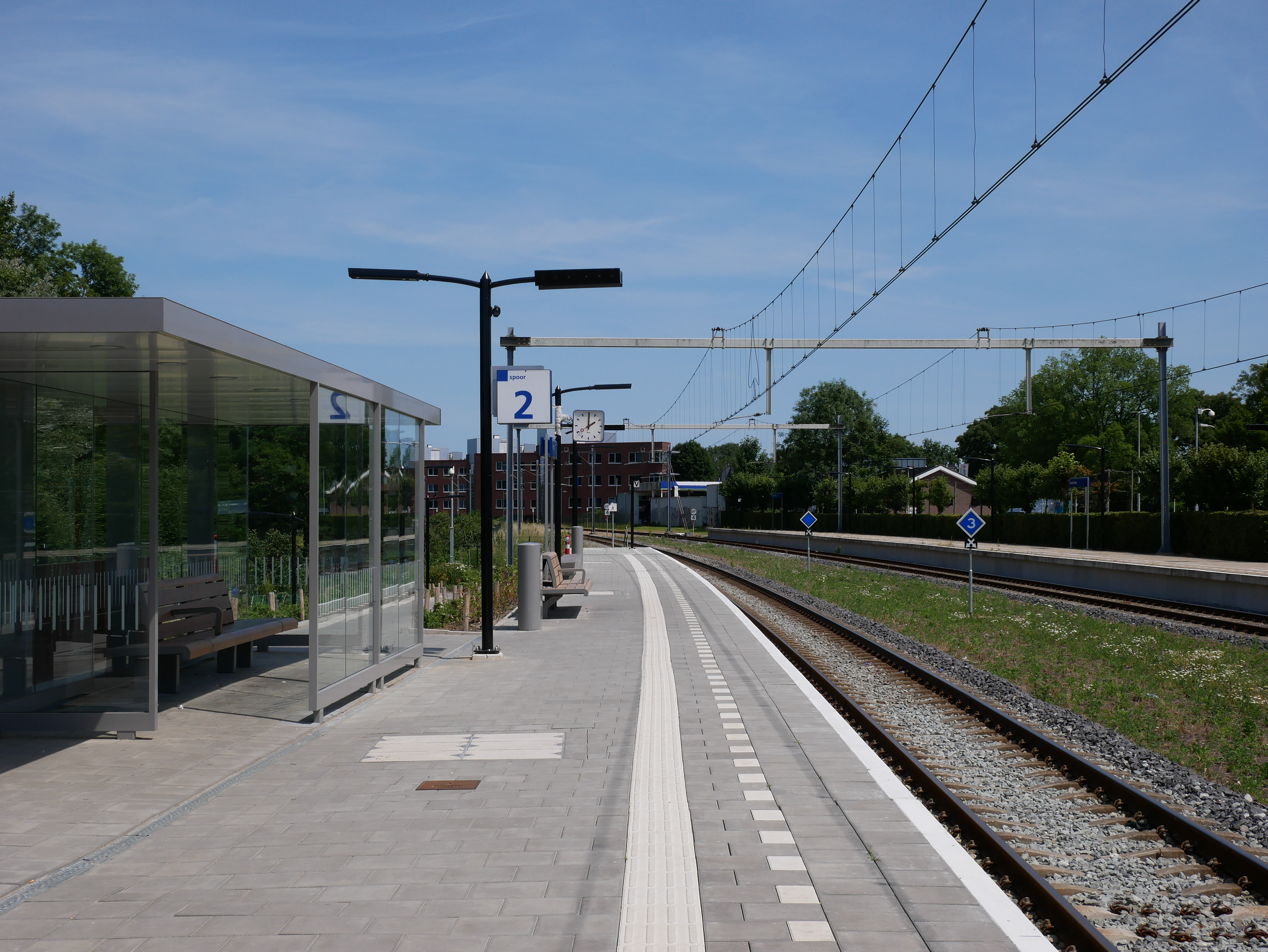
Het nieuwe zijperron langs spoor 2
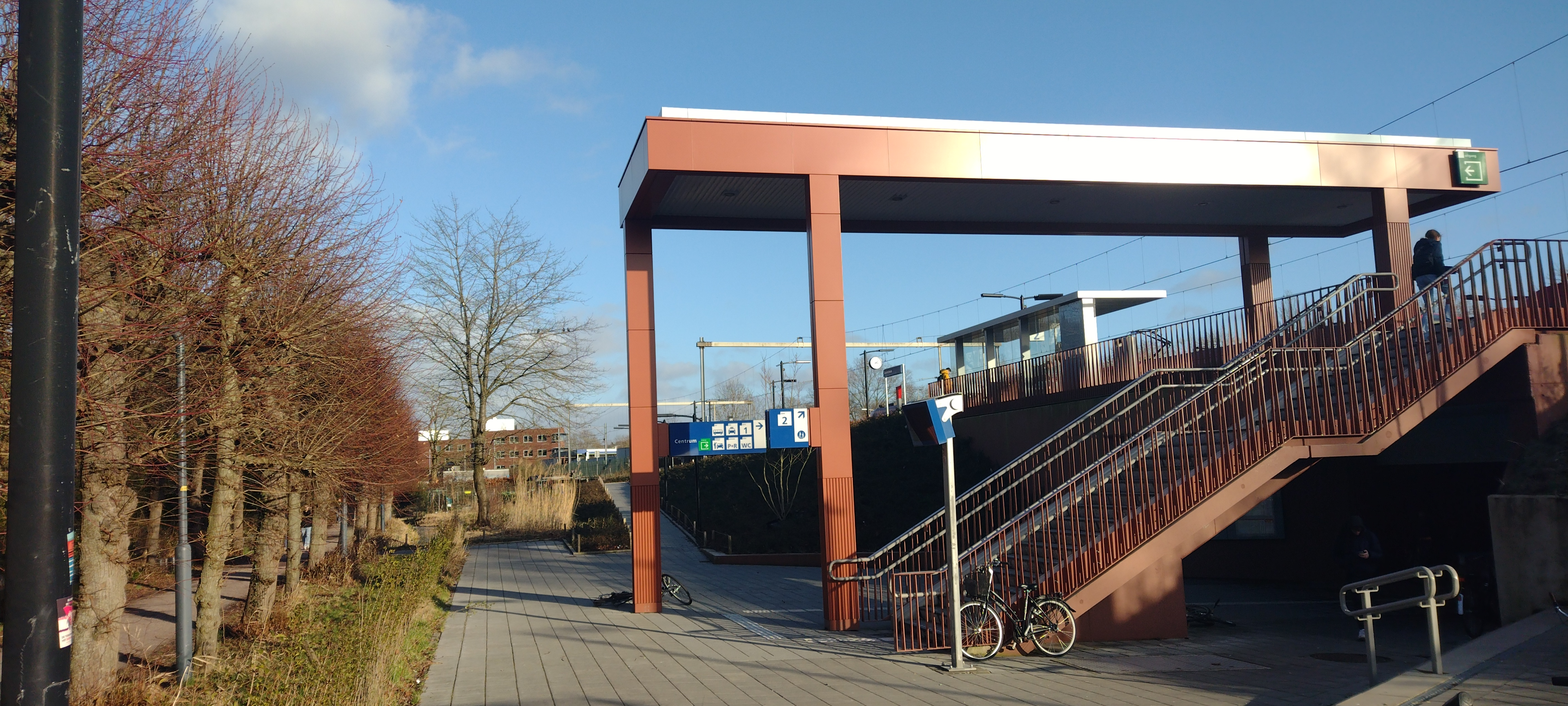
Achterzijde van het station
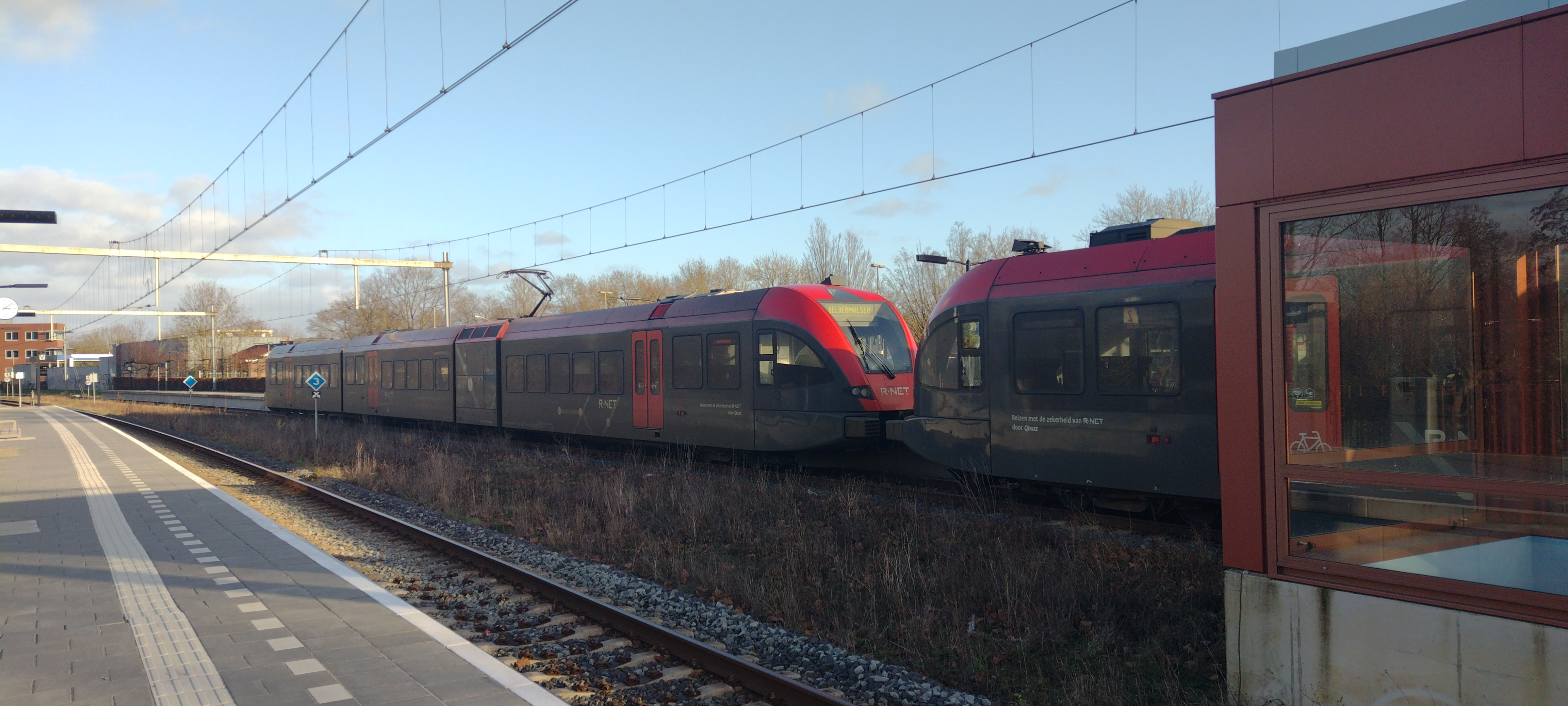
GTW op het station
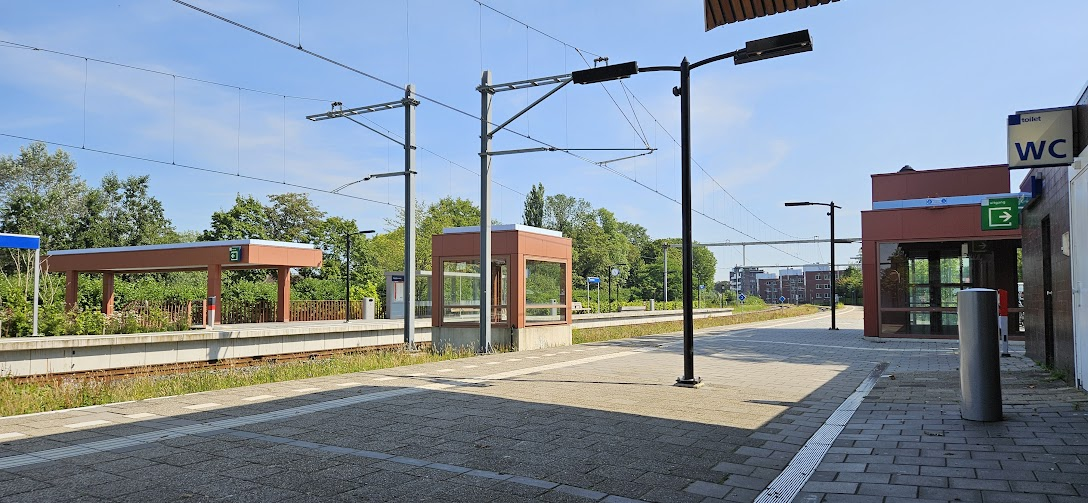
Station Gorinchem

0: Elst ·
1: Vork ·
6: Valburg ·
11: Zetten-Andelst ·
15: Hemmen-Dodewaard ·
17: Opheusden ·
21: Kesteren ·
25: Schaapsteeg ·
27: Echteld ·
33: Tiel ·
35: Tiel Passewaaij ·
37: Wadenoijen ·
41: Utrechtsche Straatweg ·
45: Geldermalsen ·
51: Beesd ·
55: Rhenoy ·
58: Leerdam ·
66: Arkel ·
Gorinchem Noord ·
71: Gorinchem ·
73: Schelluinen ·
75: Giessen-Nieuwkerk ·
77: Boven Hardinxveld ·
78: Hardinxveld-Giessendam (1885) ·
79: Hardinxveld-Giessendam (1957) ·
80: Gasfabriek ·
Hardinxveld Blauwe Zoom ·
84: Sliedrecht ·
86: (Sliedrecht) Baanhoek ·
87: Sliedrecht Baanhoek ·
90: 't Visschertje ·
91: Dordrecht Stadspolders ·
94: Dordrecht
Alphen a/d Rijn ·
Arkel · 
Barendrecht · 
Bodegraven · 
Boskoop · 
-Snijdelwijk · 
Boven Hardinxveld · 
Capelle Schollevaar · 
De Vink · 
Delft · 
-Campus · 
Den Haag:
-Centraal · 
-HS ·
-Laan van NOI · 
-Mariahoeve · 
-Moerwijk · 
-Ypenburg · 
Dordrecht · 
-Stadspolders ·
-Zuid ·
Gorinchem · 
Gouda · 
-Goverwelle · 
Hardinxveld:
-Blauwe Zoom · 
-Giessendam · 
Hillegom · 
Lansingerland-Zoetermeer · 
Leiden:
-Centraal · 
-Lammenschans · 
Nieuwerkerk a/d IJssel · 
Rijswijk · 
Rotterdam:
-Alexander · 
-Blaak · 
-Centraal · 
-Lombardijen · 
-Noord · 
-Stadion · 
-Zuid · 
Sassenheim · 
Schiedam Centrum · 
Sliedrecht · 
-Baanhoek · 
Voorburg · 
Voorhout · 
Voorschoten ·
Waddinxveen · 
-Noord ·
-Triangel ·
Zoetermeer · 
-Oost · 
Zwijndrecht
Geplande stations:
Gorinchem Noord · Hazerswoude-Koudekerk · Schiedam Kethel
Voormalige stations: zie de lijst van voormalige spoorwegstations in Zuid-Holland